# Doprava lidskou silou

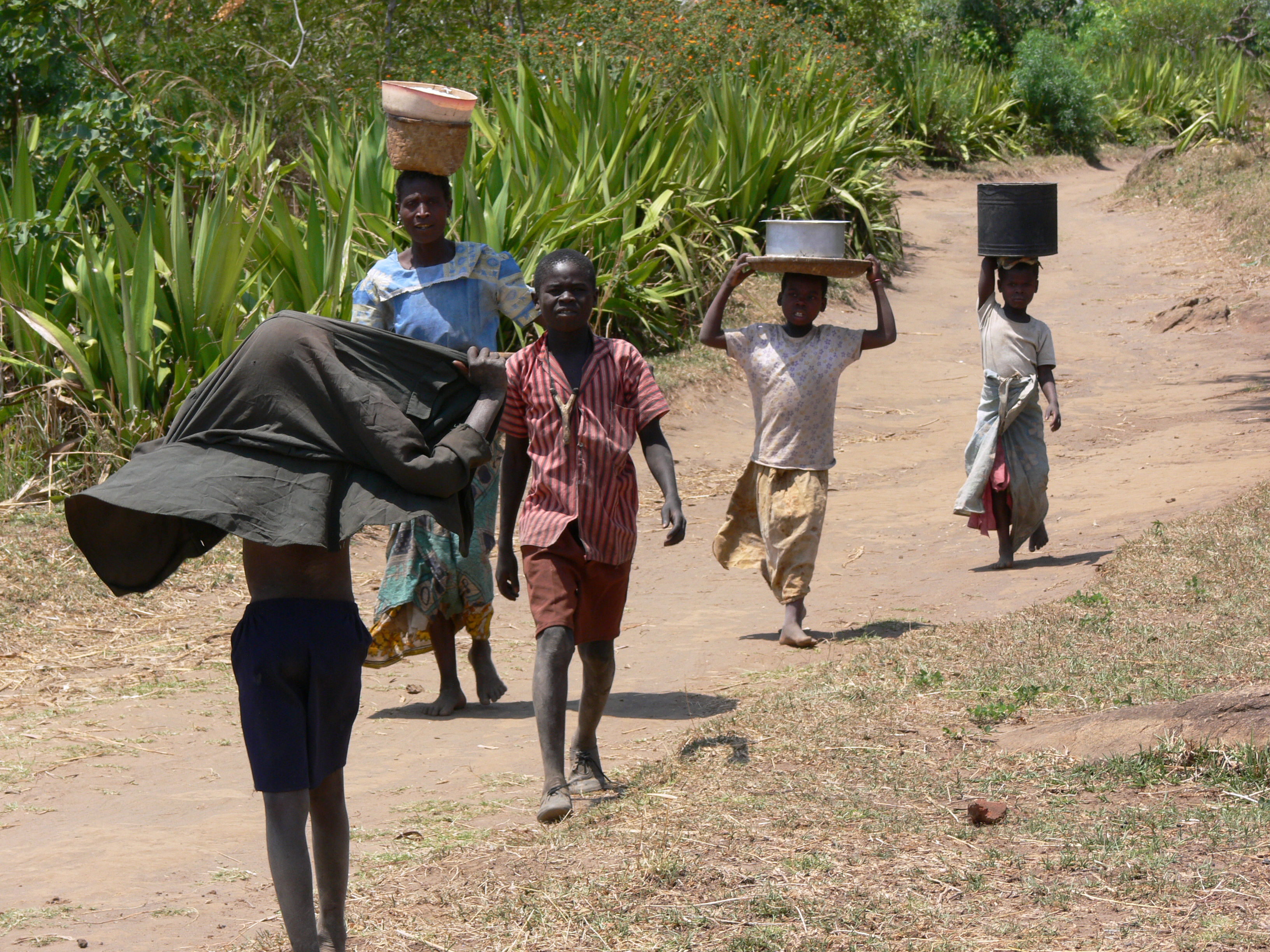
Nosiči vody v Malawi

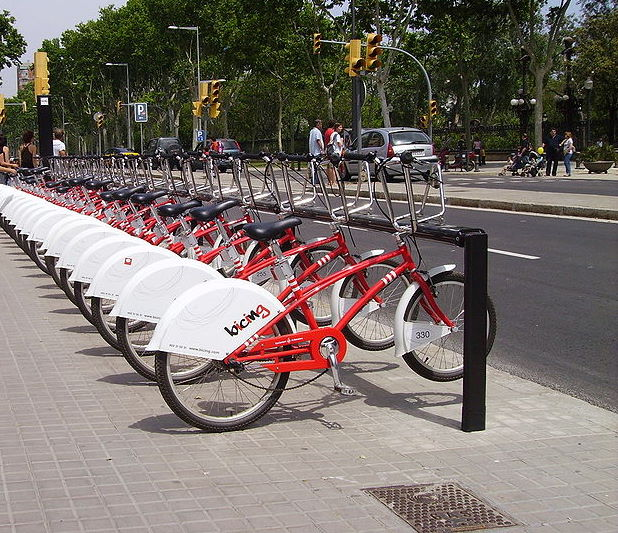
Stanoviště sítě Bicing v Barceloně

Doprava lidskou silou je taková doprava, kde je pohon zajišťován silou lidských svalů. Podobně jako doprava s využitím zvířat je doprava lidskou silou běžná od počátku civilizace, od nepaměti, zejména v základních podobách bez technických pomůcek — chůzi, běhu a plavání. S příchodem industrializace a automobilismu se rozsah použití a význam dopravy lidskou silou (i dopravy s využitím zvířat) výrazně snížil. Stále je však důležitá v odlehlých či „zaostalých“ regionech. Může být však preferována kdekoliv z důvodu nízké ceny nebo jako způsob zdravého trávení (nejen) volného času. V rámci environmentalismu a důrazu na udržitelnost je také zdůrazňován její význam jakožto udržitelné dopravy.

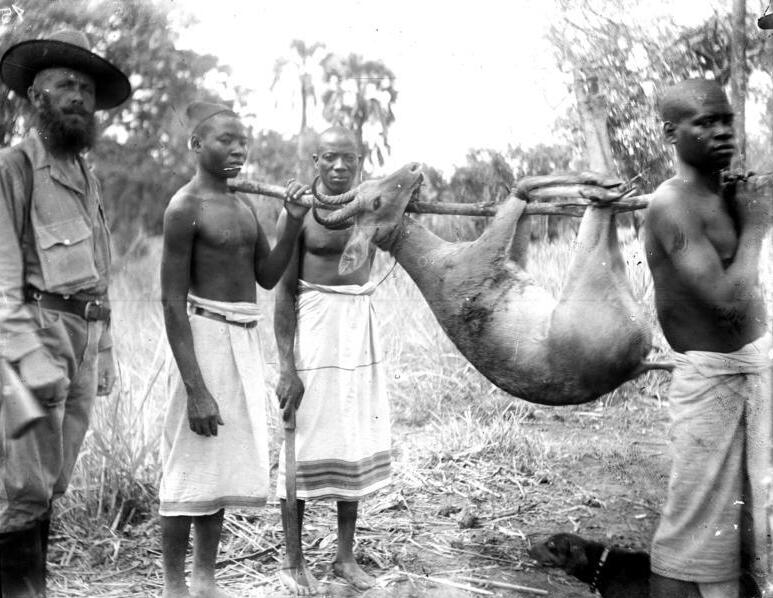
Transport ulovené zvěře, Německá východní Afrika, 1906

Obvykle jsou do této kategorie řazeny i způsoby přepravy, které mohou v závislosti na situaci částečně jednoduše využít přirozené přírodní síly — cyklista, jezdec na koloběžce. kolečkových bruslích, skateboardu nebo lyžař mohou využít gravitace, plavec nebo kanoista může využít vodní proudy, prakticky vždy je lépe provozovat pohyb s větrem v zádech a podobně. Vstup lidské síly by se ovšem neměl omezit jen na řízení, použití plachetnice (na rozdíl od veslice) nebo kluzáku za dopravu lidskou silou nepovažujeme.

## Lidský výkon

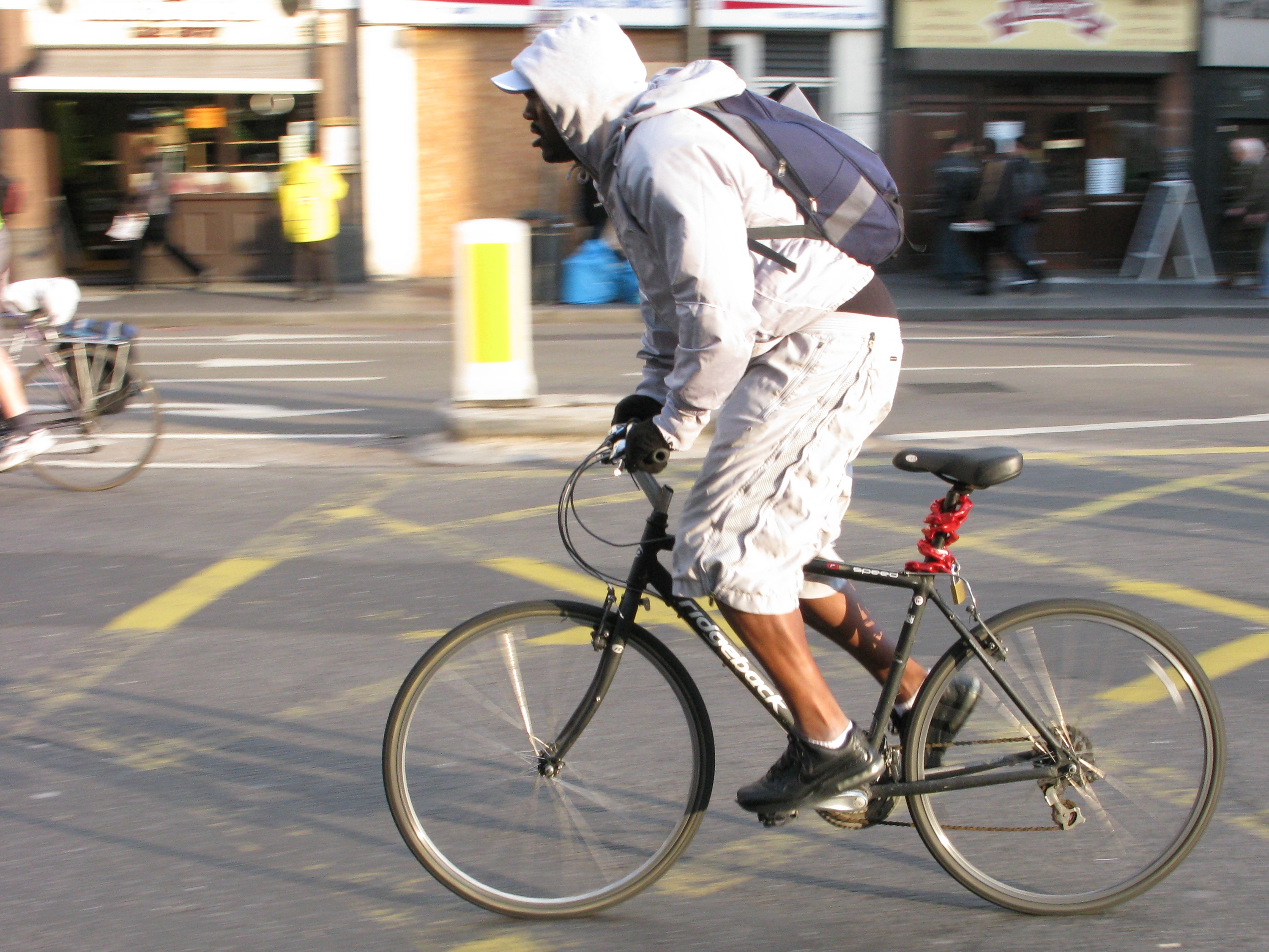
Cyklista — městský kurýr v Londýně

Z hlediska celkového vytížení těla co se výsledné vykonané práce týče je jedním z nejdokonalejších způsobů obecně cyklistika.
Odhaduje se, že průměrný cyklista „ve formě“ může podávat výkon zhruba 3 watty na každý kilogram své váhy po dobu jedné hodiny, tedy okolo 200 wattů v případě sedmdesátikilového cyklisty. Špičkoví amatérští cyklisté jsou schopni až 5 W/kg a profesionální atleti dokáží podávat hodinu výkon až 6 W/kg, v případě sedmdesátikilového cyklisty asi 400 wattů. Elitní cyklisté specializovaní na krátké tratě dokáží krátkodobě podat výkon až okolo 2000 wattů, respektive 25 wattů na kilogram své váhy, elitní silniční cyklisté dokáží na konci pětihodinového závodu na cílové rovince zvýšit svůj výkon krátkodobě až k 1700 wattům. Vědci odhadují, že Usain Bolt krátkodobě vyvine až 2620 wattů.
Pro porovnání: koňská síla je (v závislosti na různých definicích) zhruba 735 wattů, základní varianta motoru osobního automobilu Škoda Favorit má výkon 46 000 wattů.

## Způsoby dopravy

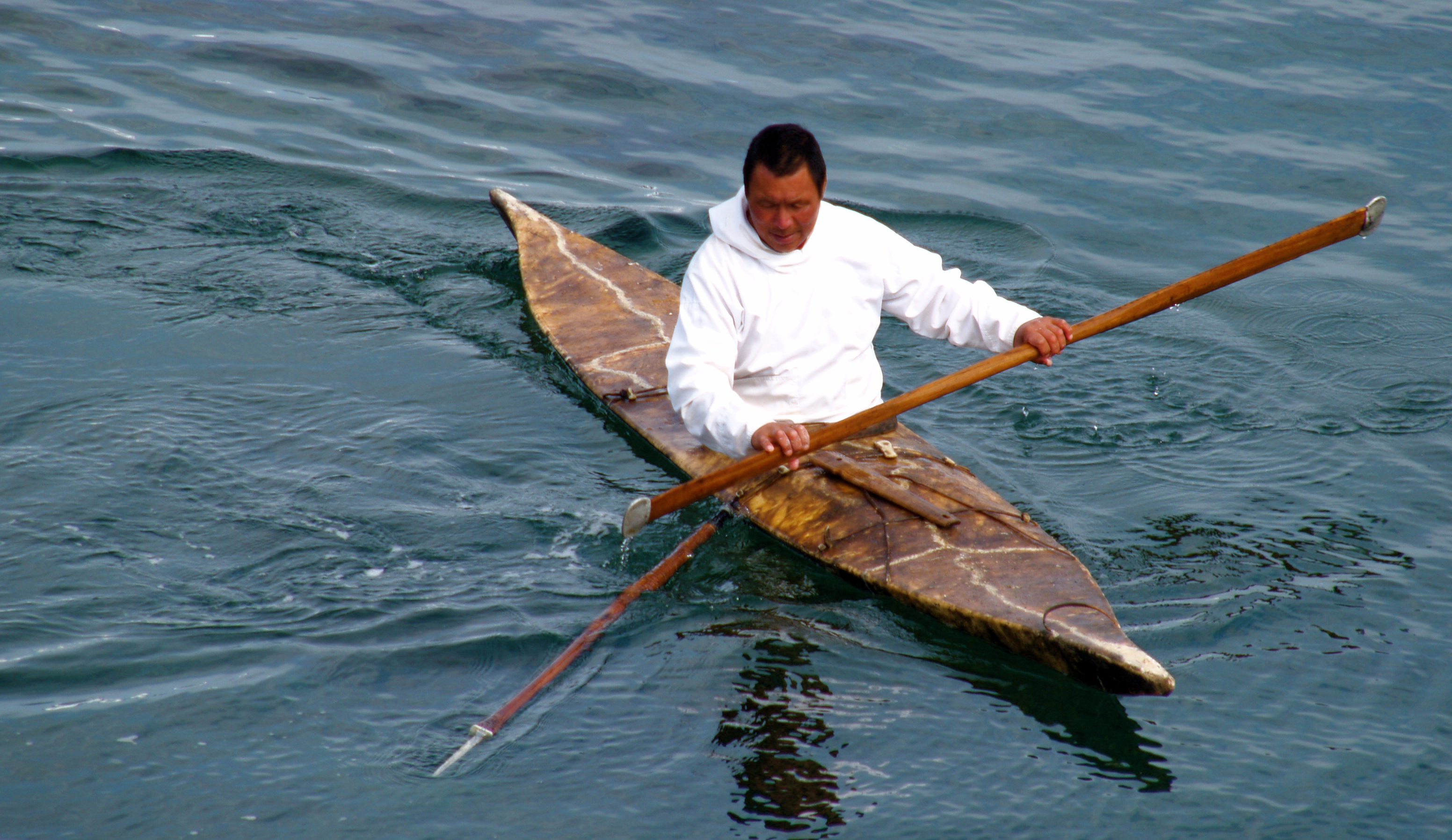
Inuit v tradičním kajaku na lovu tuleňů

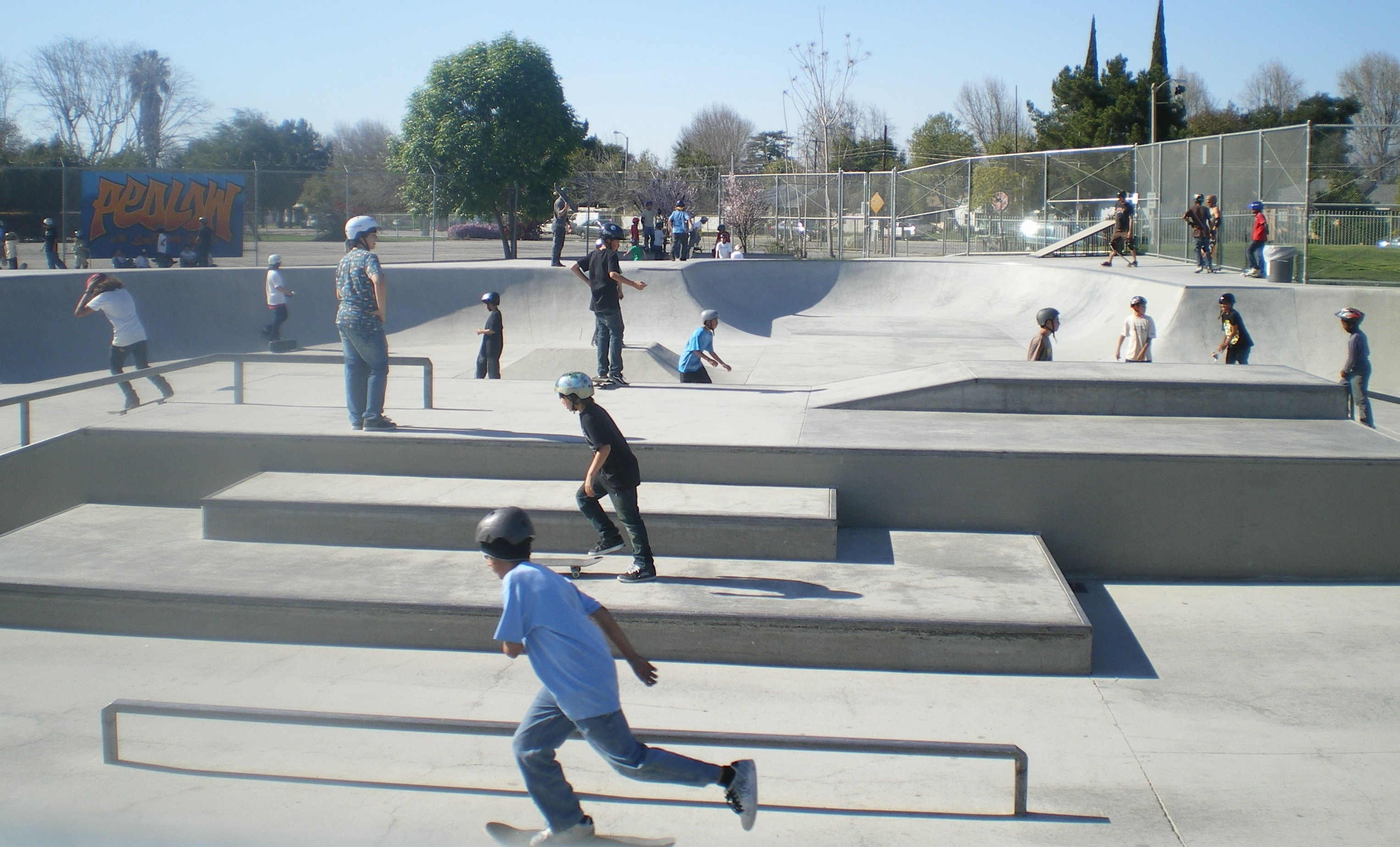
Skateboard je velice jednoduchým dopravním prostředkem, pohon je realizován odrážením, případně gravitací

Způsoby dopravy lidskou silou můžeme rozdělit podle toho, zda je používán nějaký dopravní prostředek.
- doprava bez dopravního prostředku
  - suchozemská
    - plazení
    - chůze
    - běh
    - sprint
    - lezení (myšleno v horolezectví) a slaňování
    - šplh na laně, o tyči apod.

  - vodní
    - plavání a potápění
- doprava při použití dopravního prostředku
  - suchozemská
    - cestování v nosítkách
    - lyžování, zejména běh na lyžích
    - Jízda na kole za použití bicyklu, jednokolky, tříkolky, čtyřkolky, velomobilu či podobného vozidla s koly, například šlapací tramvaje Sylvestra Krnky
    - jízda na drezíně
    - jízda na vodním šlapadle
    - jízda na nemotorovém invalidním vozíku
    - bruslení
    - jízda na koloběžce
    - jízda na kolečkových bruslích
    - jízda na veslovacím kole
    - jízda na skejtu
    - jízda v rikše

  - vodní
    - jízda v gondole
    - kanoistika (kajak či kanoe), či jízda na dračí lodi či raftu
    - veslování na vodě, jízda na galéře

  - vzdušná
    - létání letadlem poháněným člověkem, helikoptérami poháněnými člověkem, případně i vzducholoděmi poháněnými člověkem

## Suchozemské dopravní prostředky

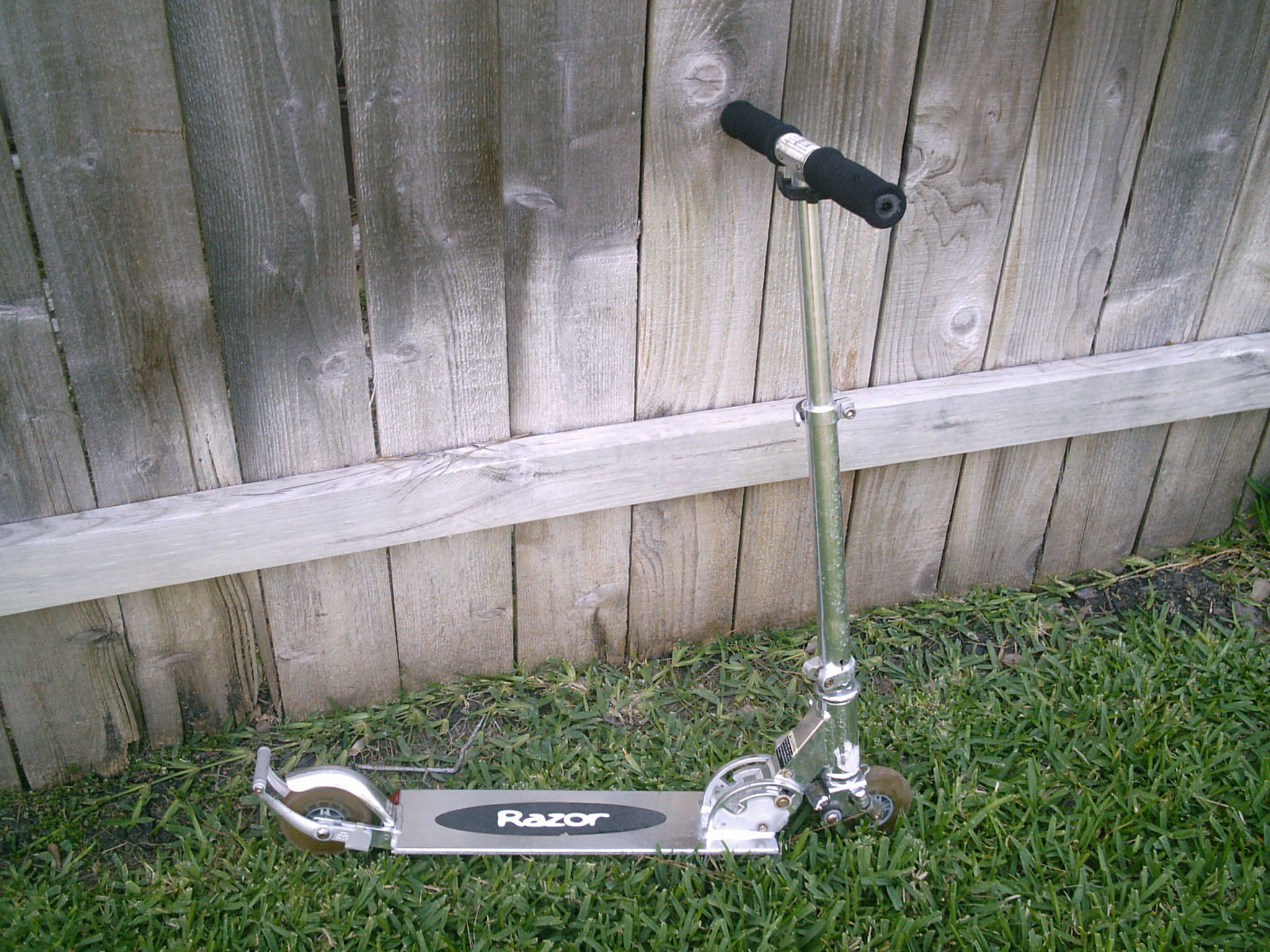
Malá skládací koloběžka

Nejjednoduššími malými prostředky pro pohyb po zemi jsou kolečkové brusle, malé koloběžky a skejty. Dají se snadno přenášet či vozit v hromadné dopravě a zároveň vyžadují poměrně kvalitní povrch (zejména kvůli malým kolečkům), proto jsou používány ve městech.
Tam jsou také používána jízdní kola, která jsou nejpopulárnějším a nejrozšířenějším dopravním prostředkem poháněným lidskou silou, a jsou běžně používána i pro přepravu mezi městy. Co se týče poměru vynaložené energie a rychlosti přepravy, jsou i prostředkem nejefektivnějším. Nejsou tolik limitována kvalitou povrchu, po kterém jedou, a i netrénovaný člověk dokáže na kole ujet několik desítek kilometrů denně. V rámci bicyklů jsou z důvodu aerodynamiky nejefektivnější kapotovaná lehokola, na jednom takovém nazvaném Varna Diablo II. se podařilo v roce 2002 Samu Wittinghamovi ujet 200 metrů rychlostí 130,36 kilometrů za hodinu, přičemž jel po rovině a nikdo mu nerozrážel vzduch. Cyklista John Howard dosáhl v roce 1985 dokonce rychlosti 244,9 kilometrů v hodině, ovšem za pomoci automobilu, který mu rozrážel vzduch. Greg Kolodziejzyk v roce 2006 ujel na kole rekordních 1041 kilometrů za 24 hodin a přitom zároveň dosáhl rekordu 1000 kilometrů ujetých v čase 23 hodin a 2 minuty.
V zemích s rozvinutou cyklistikou se lze setkat i s nákladními koly, s velomobily či kapotovanými koly. Také zde bývá rozvinutá síť cyklostezek a cyklotras, případně systémy sdílení kol ve velkých městech.

## Letecké dopravní prostředky

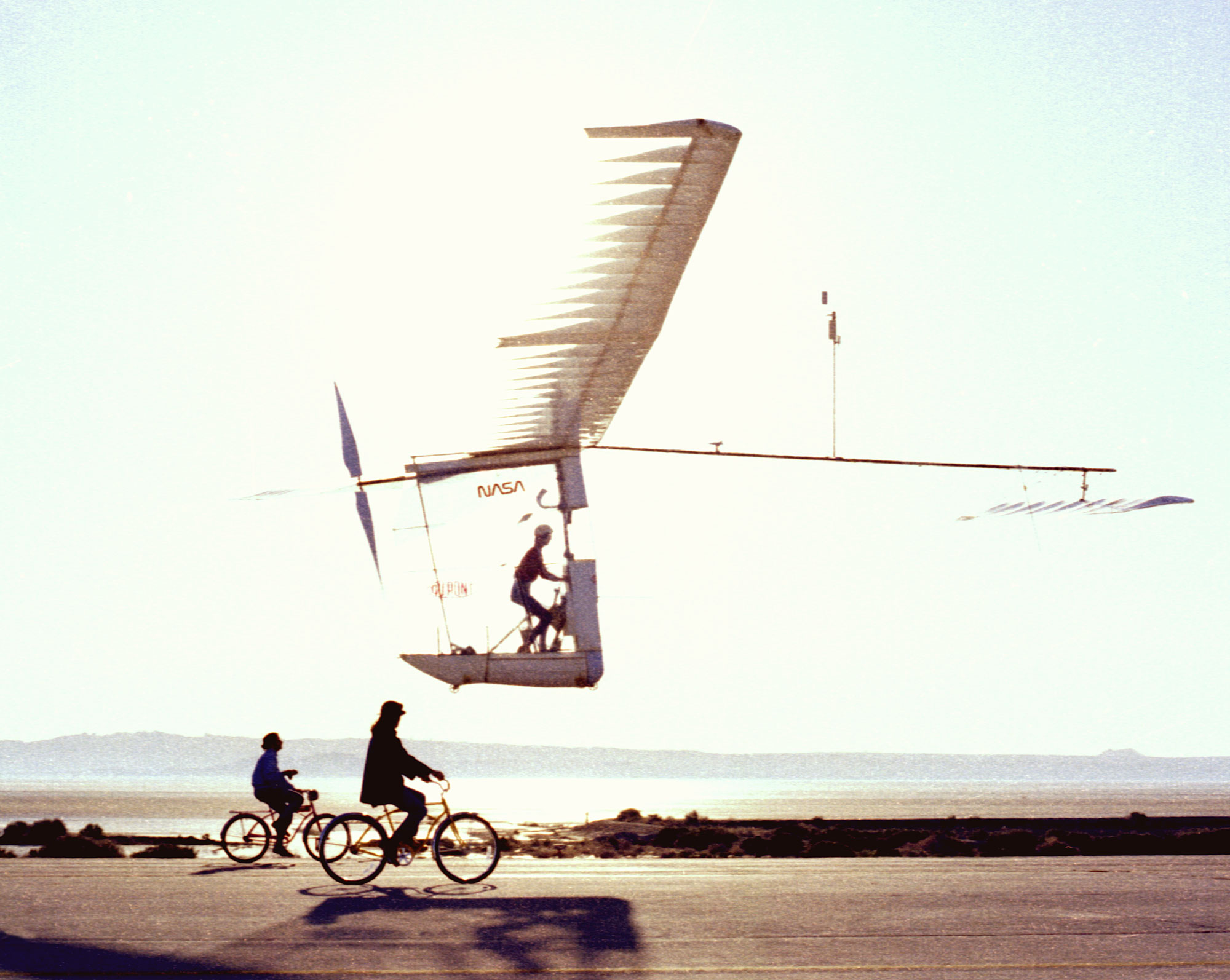
Gossamer Albatross v letu

V roce 1936 se podařilo v Itálii postavit letoun Pedaliante, který byl schopen kratších letů výhradně za použití lidské síly. Předvedený výkon ale nestačil na získání vypsané ceny, navíc podstatnou součástí úspěchu byl neobvykle silný a vytrvalý pilot, krátké lety jím podniknuté by nedokázal v letounu podniknout běžný člověk. V letech 1937 a 1938 byl letoun dále vylepšován, až se s jeho pomocí podařilo uletět dokonce jeden kilometr. To ale bylo dosaženo také díky katapultu, který letoun na startu vymrštil do výšky devíti metrů.
První oficiálně přijímaným letounem, který dokáže vzlétnou a přistát jen pomocí lidské síly, tak byl letoun SUMPA Dereka Piggotta, ke startu a přistání došlo 9. listopadu 1961.
V současnosti zřejmě nejznámějším letadlem na lidský pohon je Gossamer Albatross, který v roce 1979 přeletěl lamanšský průliv.
Posledním uznaným rekordem je let letounu MIT Daedalus z Heraklionu na Krétě na Santorini podniknutý 23. dubna 1988. Vzdálenost 115,11 kilometru se podařilo uletět za 3 hodiny a 54 minut.
Podařilo se postavit už i člověkem poháněný vrtulník — vrtulník Da Vinci III postavený v roce 1989 v Kalifornii se udržel 7,1 sekundy ve výšce 20 centimetrů. V roce 1994 jej překonal vrtulník Yuri I postavený v Japonsku, který se ve stejné výšce udržel 19,46 sekundy. Obojí byly pokusy získat Sikorského cenu.

## Vodní doprava
Jednoduché lodě poháněné člověkem pádlem či vesly doprovázejí lidstvo od nepaměti, největšími exempláři byly galéry. V současnosti jsou běžná i různá vodní šlapadla, která využívají toho, že běžný člověk má svaly na nohou silnější než svaly na rukou. Pohyb je převáděn na lodní šroub nebo na lopatková kola. Vzhledem k menší náročnosti šlapání i jednoduchému řízení kormidlem jsou tato šlapadla populární v letních střediscích u stojatých vod.
Rychlostní rekord na vodní hladině ovšem drží křídlový člun Decavitator, který 27. října 1991 projel 100 metrovou dráhu v Bostonu rychlostí 9,53 metrů za sekundu (18,5 uzlů).
Od roku 1989 se na Floridě konají závody ponorek poháněných lidmi. Ponorce Omer5 se zde v roce 2004 podařilo dosáhnout rychlosti 8,035 uzlu.